# Verarbeitungsanweisung
Eine Verarbeitungsanweisung (engl. processing instruction) oder auch eine Steueranweisung ist ein Sprachelement von SGML und XML, um Daten abzulegen, die an eine bestimmte Anwendung gerichtet ist.

Eine Verarbeitungsanweisung hat in XML gemäß Regel [16] der XML-Norm folgende Syntax:
```
<?Ziel Daten?>

```

Als  Ziel muss ein Bezeichner (Name) angegeben werden, für welche Anwendung diese Verarbeitungsanweisung wirksam ist. Das Ziel der Verarbeitungsanweisung darf nicht die Zeichenfolge XML sein. Die Daten können alle Zeichen mit Ausnahme der Kombination ?> enthalten. 
In den Daten können auch Pseudoattribute eingetragen werden, die ähnlich wie Attribut-Werte-Paare aussehen, vom Parser jedoch nicht als solche behandelt werden.
Die Syntax in SGML ist gemäß Regel [44] der SGML-Norm etwas einfacher:
```
 <?
Daten
>
```

Hier sind beliebige Daten außer > zulässig.

## Funktion
Obwohl SGML und XML die Trennung von Inhalt und Darstellung ermöglichen, gibt es immer öfter die Notwendigkeit, in denen der Anwender diese Regel umgehen muss. Man kann daher für diese Fälle Verarbeitungsanweisungen verwenden, um z. B. Layoutinformationen in einem Dokument einzubringen ("füge hier einen Seitenumbruch ein"). Die verarbeitenden Programme müssen diese Information lesen und verarbeiten können.
Das Satzprogramm 3B2 z. B. nutzt Verarbeitungsanweisungen zur Einbringung von Satzbefehlen.

## Abgrenzung
Die XML-Deklaration (z. B. <?xml version="1.0"?> ) ist keine Verarbeitungsanweisung, auch wenn sie genau so aussieht.